# Kizil He (vattendrag i Kina, lat 41,73, long 82,43)
Kizil He (kinesiska: 克孜勒河) är ett vattendrag i Kina. Det ligger i den autonoma regionen Xinjiang, i den nordvästra delen av landet, omkring 480 kilometer sydväst om regionhuvudstaden Ürümqi.
Genomsnittlig årsnederbörd är 159 millimeter. Den regnigaste månaden är juni, med i genomsnitt 40 mm nederbörd, och den torraste är april, med 4 mm nederbörd.